# Ataman

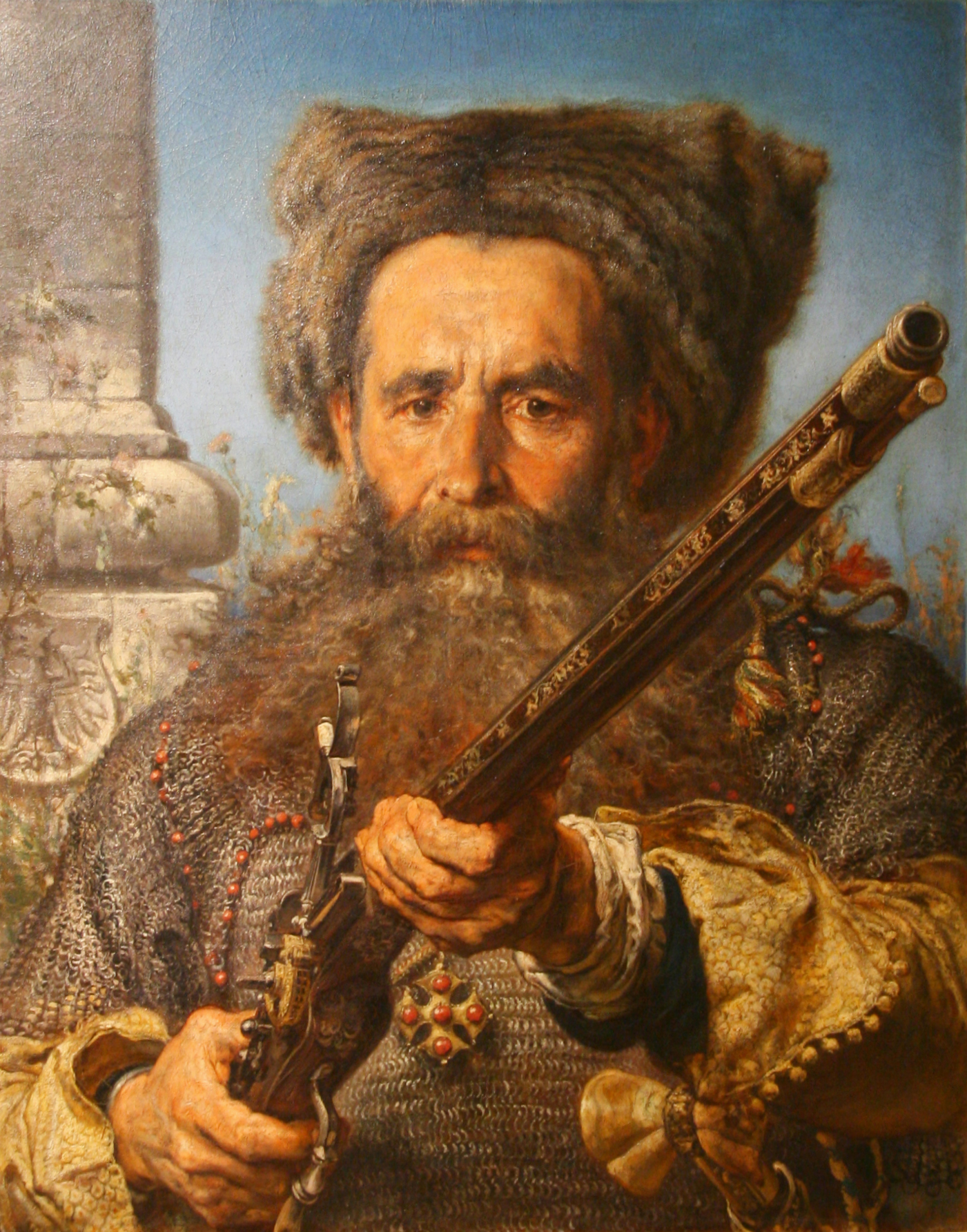
Ostap Daschkewytsch

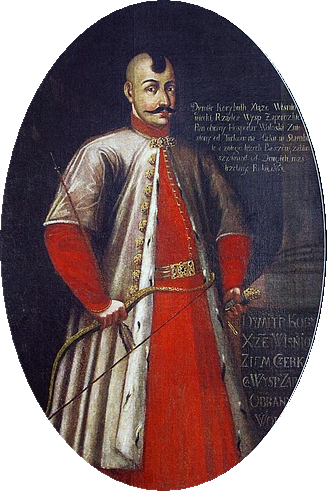
Dmytro Wyschneweckyj

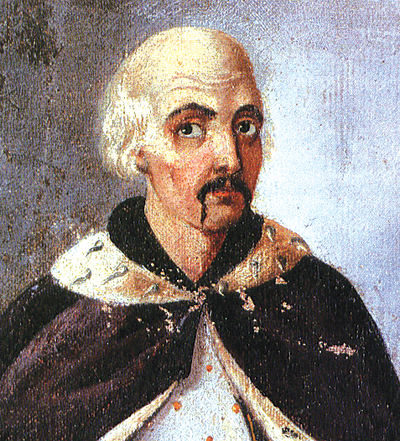
Seweryn Nalywajko

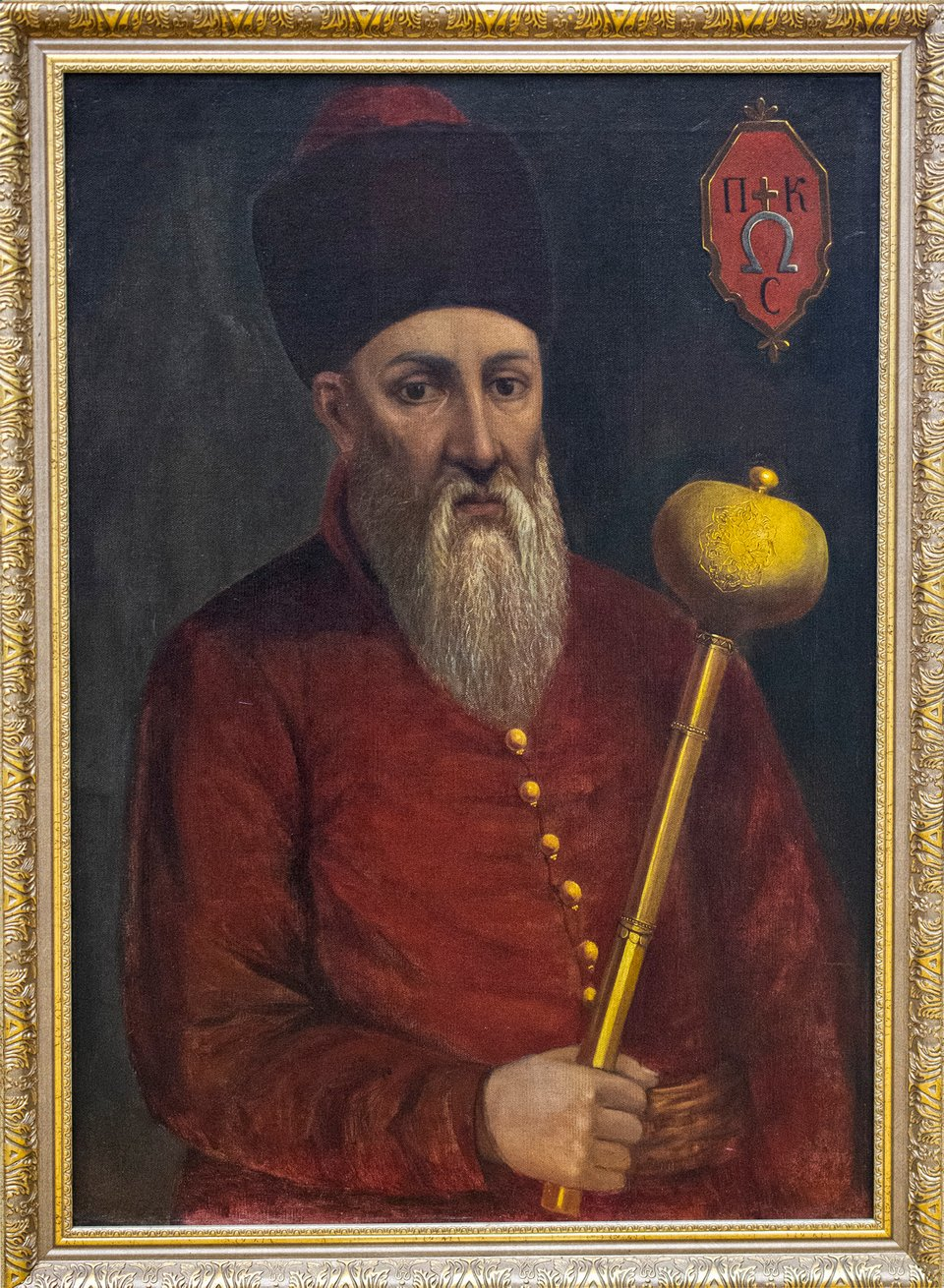
Hetman Petro Konaschewytsch-Sahaidatschnyj, Porträt von Havrylo Vasko, Mitte des 19. Jahrhunderts

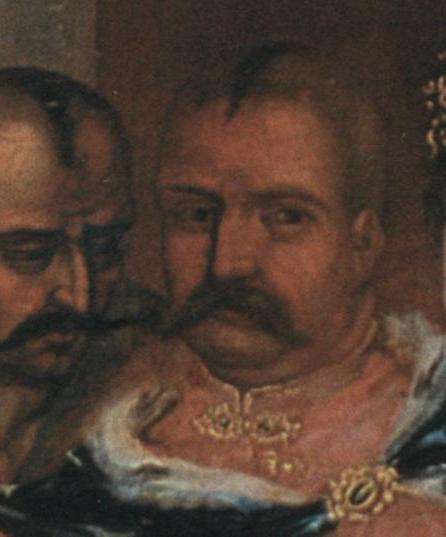
Iwan Sulyma

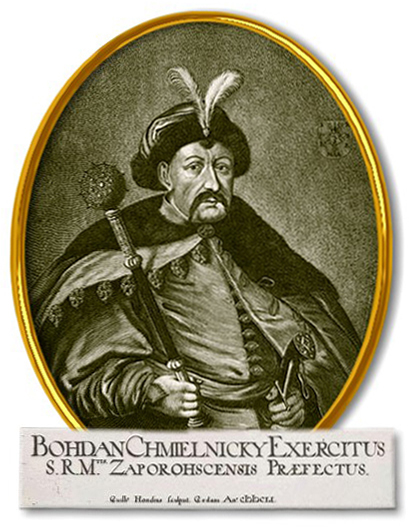
Bohdan Chmelnyzkyj

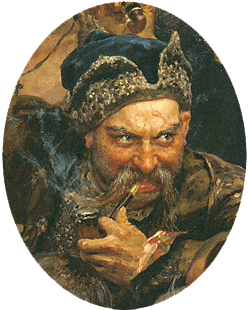
Iwan Sirko; Detail aus Ilja Repins Gemälde Die Saporoger Kosaken schreiben dem türkischen Sultan einen Brief (1891)

Iwan Samojlowytsch

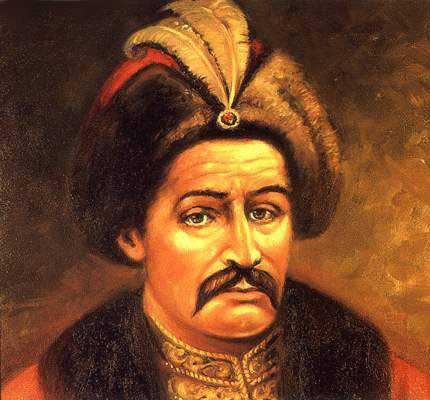
Iwan Masepa

Ataman (russisch атаман ataman, ukrainisch отаман otaman, vom turkotatarischen Nomen Ata „Vater“ und dem Suffix -man „-schaft“; auch türkisch ataman, im Polnischen Hetman) war bei den Kosaken die Bezeichnung für einen militärischen Rang und deren frei gewähltes Oberhaupt.
Ataman war der höchste Rang bei den Kosaken. Bei den ukrainischen Kosaken war dies für die polnisch organisierten Kosaken der Hetman, während sich die Führer der russisch organisierten Kassaken (russisch казак Kassak) bewusst und in Abgrenzung zur Hinterland Ataman nannten.

## Liste aller Atamane
- Predslaw Ljandkoronskyj 1516–1528
- Ostap Daschkewytsch 1528–1533
- Dmytro Wyschneweckyj, genannt Bajda 1550–1564
- Birulja Madskyj (zusammen mit Karpo, Andrusch, Lesun, Bilous, Ljah) 1568–1569
- Foka Pokotylo 1574
- Samijlo Kischka 1574–1575
- Demjan Barabasch 1575
- Bohdan Ruschynskyj 1575–1576
- Pawljuk 1576
- Jakiw Schach 1576–1578
- Iwan Pidkowa 1577–1578
- Lukjan Tschornynskyj 1578 und 1586
- Jan Oryschowskyj 1580 und 1585
- Samijlo Zborowskyj 1581
- Bohdan Makoschynskyj 1584, 1586 und 1594
- Myhajlo Ruschynskyj, Kyryk Ruschynskyj 1585
- Sachar Kulaha 1585
- Potrebatskyj 1588
- Wojtyh Tschanowytskyj 1590
- Kryschtof Kosynskyj 1591–1593
- Hryhorij Loboda 1594–1596
- Seweryn Nalywajko 1594–1596
- Fedir Polous 1595 und 1598
- Matwij Schaula 1596
- Kaspar Pidwysotskyj 1596
- Kryschtof (Stefan) Krempskyj 1596
- Kryschtof Netschkowskyj 1596
- Tychin Bajbuza 1597
- Semen Skalozub 1599
- Samijlo Kischka 1600–1602
- Hawrylo Krutnewytsch 1602
- Iwan Kutskowytsch 1602–1603
- Iwan Kosyj 1603
- Hryhorij Izapowytsch 1606
- Sborowskyj 1606
- Olewtschenko 1606
- Kalenyk Andrijewytsch 1609–1610 und 1624–1625
- Hryhorij Tyskynewytsch 1610
- Petro Sahaidatschnyj 1614–1622
- Burdylo 1616
- Dmytro Barabasch 1617
- Myhailo Skybka 1618
- Jakiw Nerodytsch-Borodawka 1619–1621
- Petro Odynets 1620
- Olyfir Holub 1622–1623
- Mychajlo Doroschenko 1623–1628
- Hryhorij Tschornyj 1624 und 1628–1630
- Fedir Pyrskyj 1625
- Marko Schmailo 1625[2][3]
- Taras Fedorowytsch genannt „Taras Trjasylo“ 1629–1630
- Tymofij Orendarenko 1630–1631 und 1632–1633
- Iwan Petraschytskyj-Kulaha 1631–1632
- Arlam 1632
- Andrij Didenko 1632
- Hyrja Kanawets 1633
- Iwan Sulyma 1633–1635
- Wasyl Tomylenko 1636–1637
- Sawa Kononowytsch 1637
- Pawlo Pawljuk 1637–1638
- Ilja Karajimowytsch 1638
- Jakiw Ostrjanyn 1638
- Dmytro Hunja 1638
- Bohdan Chmelnyzkyj 1648–1657
- Lutaj 1652
- Paschko 1654 und 1658
- Iwan Wyhowskyj 1657–1659
- Pawlo Homin 1657–1658
- Jakiw Barabasch 1657–1658
- Lesko Schkura 1658 und 1666
- Iwan Bespalyj 1659
- Jurij Chmelnyzkyj 1659–1663 und 1677–1681
- Petro Suchowiy 1660
- Iwan Brjuchowezkyj 1661
- Iwan Welytschko-Bosowskyj 1662
- Jakym Somko 1663
- Saschko Turowets 1663–1664
- Iwan Sirko 1663–1664 und 1673–1680
- Pawlo Teterja 1663–1665
- Iwan Brjuchowezkyj 1663–1668
- Iwan Scherbyna 1664
- Danylo Jermolenko 1665
- Stepan Opara 1665
- Petro Doroschenko 1665–1669
- Iwan Schdan 1666–1667
- Ostap Wasjutenko 1667
- Iwan Belkowskyj 1668
- Stepan Wdowytschenko 1668
- Petro Suchowij 1668–1669
- Mychajlo Chanenko 1669–1674
- Demjan Mnohohrischnyj 1669–1672
- Lukasch Martinowitsch 1669 und 1671
- Hryhoriy Pelech 1670
- Ewsij Schaschola 1672
- Iwan Samojlowytsch 1672–1687
- Lukjan Andrijiw 1672–1673
- Wasyl Krylowskyj 1676
- Ostap Hohol 1676–1679
- Iwan Stjahajlo 1680–1681
- Trofym Woloschanyn 1681–1682
- Hryhorij Jeremejew 1682–1684
- Hryhorij Sahajdatschnyj 1686
- Fedir Iwanyk 1686
- Samus Samijlo 1692–1704
- Iwan Masepa 1687–1709
- Iwan Skoropadskyj 1709–1722
- Iwan Jakowlewitch Khanschonkow/Hanschonkoff 1690–??
- Pylyp Orlyk 1710–1742
- Pawlo Polubotok 1722–1724
- Danylo Apostol 1727–1732
- Kyrylo Rosumowskyj 1750–1763
- Petro Kalnyschewskyj 1764–1765